# 快州社
快州社（越南语：／）是越南興安省下辖的一個社，原为快州县政府驻地，2025年改由兴安省直辖。

## 地理
快州市鎮坐落於舊快州县的中心，北臨安偉社， 南臨馮興社，東臨民進社，西臨平橋社。
快州市鎮面積4.39平方公里，2020年人口8322人，人口密度1896人/平方公里。

## 区划沿革
1997年9月24日，以金牛社全部面积和安伟社10.13公顷面积合并设立快州市镇，隶属州江县。
1999年7月24日，州江县分设为文江县和快州县，快州市镇划归快州县管辖。
2024年10月24日，越南国会常务委员会通过决议，自2024年12月1日起，平桥社并入快州市镇。2025年，快州县撤销，快州市镇改制为社。

## 行政區劃
快州市鎮下轄4村，市镇人民委员会驻通关下村柴市路。
- 庯府村（Thôn Phố Phủ）
- 榮光村（Thôn Vinh Quang）
- 通關上村（Thôn Thông Quan Thượng）
- 通關下村（Thôn Thông Quan Hạ）